# Casa de Pedro Regalado
La casa de Pedro Regalado es un inmueble de la ciudad española de Valladolid.

## Descripción
En el inmueble, que se encuentra en la calle de la Platería de la ciudad española de Valladolid, nació en 1390 el santo Pedro Regalado. Aparece descrito en el Compendio histórico-descriptivo y guía general de Valladolid (1922) de Casimiro González García-Valladolid con las siguientes palabras:

Casa de San Pedro Regalado, Calle de la Platería, número 1, accesorio, antes de la Costanilla. En ella nació este Santo el año 1390. En su fachada hay una lápida de marmol blanco, colocada debajo de un óvalo con la imagen del esclarecido y milagroso franciscano, con la siguiente inscripción: «San Pedro Regalado. Este gran Santo, honra de la católica España y gloria de Valladolid, nació aquí el año de 1390. Murió en la paz del Señor el día 30 de Marzo de 1456. Sigamos su ejemplo imitando sus virtudes.»
(González García-Valladolid, 1922, p. 101)